# Szabá

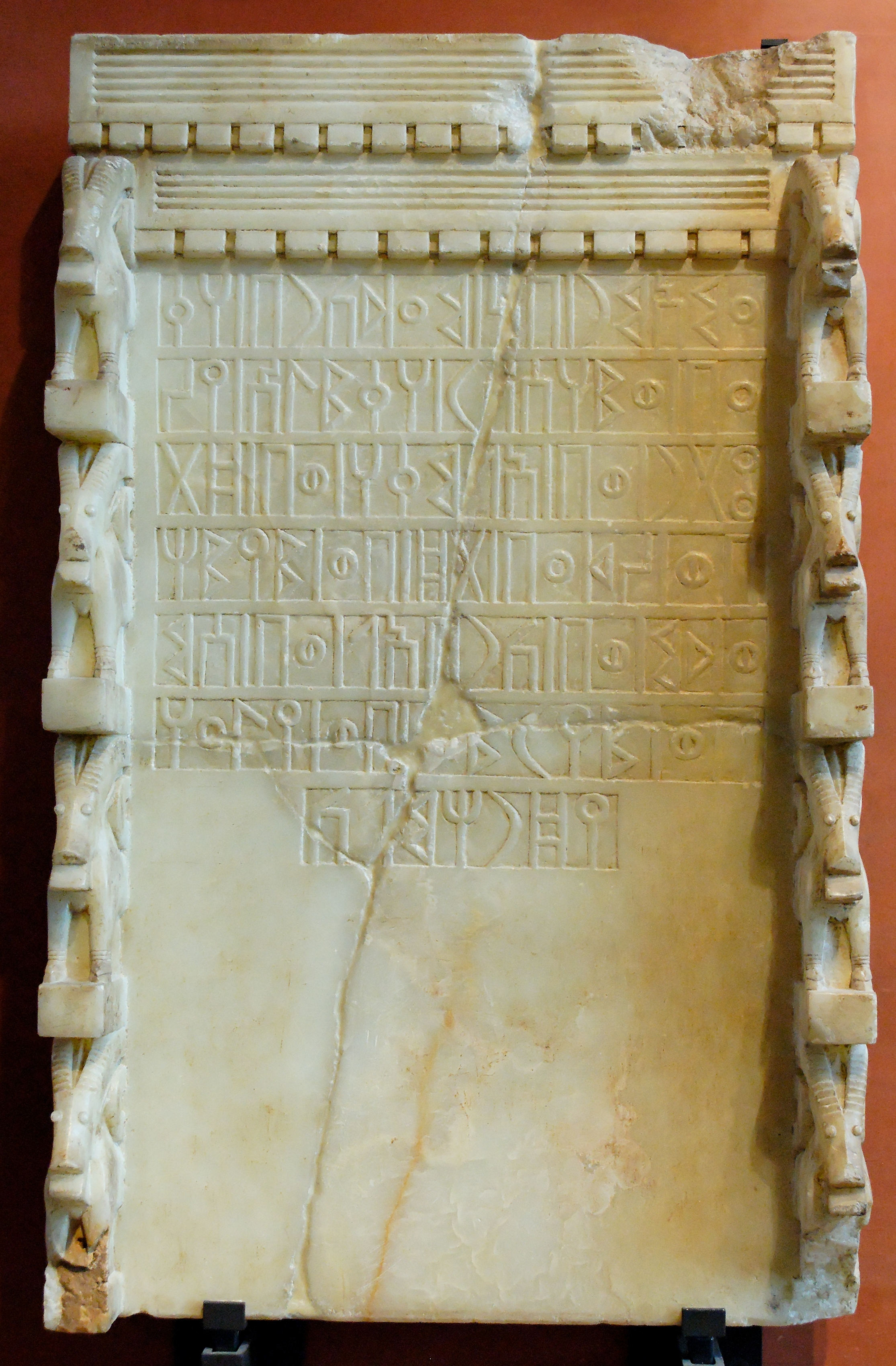
Szabái ódélarab írással írt fogadalmi felirat

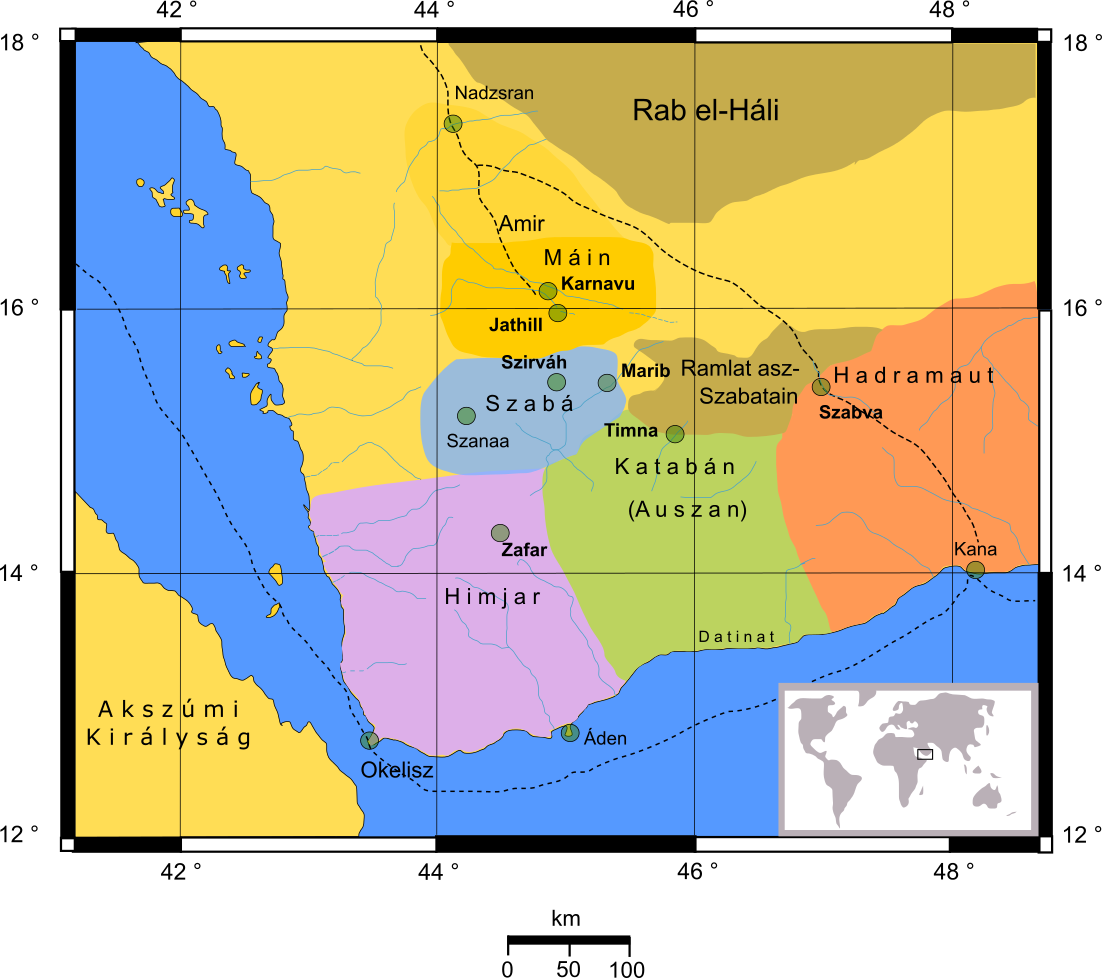
Az ódélarab államok területi elhelyezkedése az Arab-félsziget déli részén

Szabá – bibliai héber nevén Sába – ókori délarab állam, mely megközelítőleg a mai Jemen területén feküdt. Jelentős gazdasági és kulturális vívmányai mellett az idők folyamán domináns szerepre tett szert a környező államok (Hadramaut, Máin és Katabán) között.

## Története
Szabáról, hasonlóan a délarab vidék egészének történetéről, meglehetősen kevés forrásunk van. A későbbi arab történetírók alig tudtak valamit a hajdani gazdag államokról, de még a kortárs ókori szerzők sem ismerték igazán az elszigetelt, de mesésen gazdagnak sejtett jemeni vidéket. A ránk maradt feliratos anyag mennyisége meglehetősen csekély, illetőleg a politikai és vallási helyzet miatt a régészeti kutatások is jelentős nehézségekkel szembesülnek. Jemen ötös síita vezetősége az idők folyamán felbecsülhetetlen értékeket pusztított el az iszlám jegyében.
A szabeusok voltak a térség első államalkotó népe. A Nadzsrántól délre elhelyezkedő eredeti, városállami jellegű hazájuk körülbelül Kr. e. 750-től kezdve tekinthető államnak, uralkodói eleinte teokratikus jellegű uralmat gyakoroltak kb. Kr. e. 610-ig. Címük „mkrb” volt, amit az arabból visszakövetkeztetve „mukarrib”-ként szokás visszaadni. Szabá jelentőségét mi sem mutatja jobban, mint hogy már a Kr. e. 8. és 7. század fordulóján uralkodó II. Sarrukín és Szín-ahhé-eriba asszír királyok évkönyvei is megemlítenek két szabái uralkodót, Jasza-amart és Kariba-ilt.
Az első időszakban az Almaka (Almaqa) holdisten templomának romjairól nevezetes Szirváh volt Szabá fővárosa, majd a szekuláris jellegű váltást követően átköltözött Maribba. Maribban készült el a délarab civilizáció legnagyobb vívmánya, a Szadd Marib, azaz a maribi gát. Körülbelül a Kr. e. 7. század közepén fejezték be építését, majd a Kr. u. 5. és 6. században többször átszakadt, utoljára 543 és kb. 570 között valamikor. A Vádi Dzana vízgyűjtője 577,5 méter hosszú, fala 15 méter széles – a számos délarab duzzasztógát legnagyobbika. A szabeusoknak emellett vízvezetékeket, csatornákat, kövezett utakat köszönhetett a térség.
Szabá uralkodói a Kr. e. 5. század közepén vették fel a „mlk” (*mal(a)k) király címet, elsőként Kariba-il Vatar. Fénykorukban a szábeusok afféle vazallusukká tették északi szomszédjukat, Máint, és előfordult, hogy a keleti Katabánt és Hadramautot is ellenőrzésük alá vonták. Hatalmuknak végül a déli eredetű himjariták vetettek véget Kr. e. 115-ben. Egyes kutatók korábbra teszik a hanyatlás kezdetét, és a máiniak és katabániak Kr. e. 4. századi előretörésével magyarázzák Szabá bukását.
Máig eldöntetlen kérdés, hogy a délarabok etiópiai „gyarmatosítása” mikor zajlott, de elképzelhető, hogy már a szabeusok kivették belőle a részüket, ahogy az abesszin területek függetlenedésére is sor kerülhetett már Szabá dominanciájának korában.

## Sába királynője
A Biblia ószövetségi részében, a Királyok 1. könyve 10. és a Krónikák 2. könyve 9. része tesz említést Sába királynőjének látogatásáról Bölcs Salamon jeruzsálemi udvarában, hallva annak hatalmáról.
„Séba királynője pedig hallotta Salamon hírét, ezért eljött Jeruzsálembe, hogy próbára tegye Salamont igen nehéz kérdésekkel, nagyon nagy sereggel, valamint fűszereket és hatalmas mennyiségű aranyat és drágaköveket hozó tevékkel…” (2Krón 9:1)
Salamon a Kr. e. 10. században uralkodott, a két történeti könyv azonban jóval később, a Kr. e. 6. és Kr. e. 5. században készült. A régészeti leletek arra utalnak, hogy Salamon országa közel sem volt az a nagyhatalom, amit a Biblia leírt, így valószínűtlen, hogy egy oly messzi vidékről, mint Jemen, hódolni érkezett volna hozzá egy küldöttség – főleg nem az uralkodónő vezetésével.
Az kétségtelen, hogy az arabokról szóló korai mezopotámiai és szíriai források megörökítették számos uralkodónő nevét, de a Dél-Arábiából ismert koronás fők kivétel nélkül férfiak. Ráadásul a leletek bizonysága alapján az is valószínűsíthető, hogy Szabá a tárgyalt korban nem rendelkezett kitüntetett szereppel. Az újabb kutatások kételkedőek a látogatás megvalósulásával kapcsolatban, „Sába királynője” több kutató szerint legfeljebb egy délarab kereskedelmi kolónia vezetője lehetett (ha létezett egyáltalán).
A bibliai hagyomány azonban meggyökeresedett a köztudatban. A királynő – neve Bilkisz – látogatása a Koránban is szerepel, a Kebra Nagasztban megőrzött etióp eredetmítosz szerint pedig Bilkisz gyermeket szült Salamonnak, aki később az első négus lett I. Menelik néven.

## Gazdaság
Szabá és Délnyugat-Arábia éghajlata szubtrópusi monszun, így a félsziget nagy részével ellentétben bőséges esők érik, és a terület alkalmas az öntözéses földművelésre. A maribi gát és más vízművek, kutak mutatják, hogy a szabáiak igyekeztek is kihasználni a kedvező helyzetet. Dél-Arábia más szempontból is komoly előnyöket élvezett: ellenőrizte az afrikai és indiai tengeri kereskedelmi utat. Nem véletlenül nevezi a szabeusokat több történész az „Indiai-óceán föníciainak”: kikötőik, Áden és Kánīʾ (az iszlamizáció után: Bir Ali [Ali kútja]) az Ázsiából és a mai Szomáliából behozott termékek (fűszerek, elefántcsont, arany) továbbításából hatalmas hasznot hajtottak, de a szabái föld is megtermelte a maga luxuscikkét, a tömjént. Minderre nagy igény mutatkozott Egyiptomban, Szíria, Palesztina és Mezopotámia előkelőségeinek udvaraiban és a templomokban.
A szabeusok érdeme a tömjénút kialakítása. Mivel a Vörös-tenger nehezen hajózható volt, megszervezték az északra (elsősorban Gázába, később Petrába és Palmürába) vezető karavánutat. Mindehhez szükség volt a megfelelő állomások, telepek, pihenőhelyek és itatók kialakítására és az értékes áru északi nomád araboktól való megvédésére. Szabá urai tették először érdekeltté a tevés beduinokat a karavánok biztosításában és védelmezésében – rendszerük pedig rendkívül sokáig, egészen az iszlám győzelméig (Kr. u. 630) fennmaradt, noha ellenőrzése többször került új kézbe.